# Herbert R. Axelrod
Herbert Richard Axelrod (ur. 7 czerwca 1927 w Bayonne, zm. 15 maja 2017) – amerykański popularyzator akwarystyki, autor wielu publikacji o tematyce życia i hodowli tropikalnych ryb. Z wykształcenia matematyk i lekarz medycyny.
Pochodzenie ma korzenie polskie, jego przodkowie przed wybuchem I wojny światowej mieszkali w Dęblinie (wówczas nosiło nazwę Iwanogród), skąd wyruszyli do Stanów Zjednoczonych. Jego dziadek, z pochodzenia Żyd pracował jako krawiec, ojciec wykształcił się już na ziemi amerykańskiej na profesora matematyki. Herbert Axelrod również wybrał kierunek matematyki, jak jego ojciec oraz równolegle studiował medycynę. Jego prace badawcze jak i końcowa praca doktorska miała wiele do ukierunkowania dalszej kariery związanej z akwarystyką.
W roku 1952 założył Tropical Fish Hobbyst Publications, wydawnictwo publikujące wiadomości ze świata zwierząt w większej wymiarze z dziedziny akwarystyki. Pod jego szyldem ukazuje się miesięcznik Tropical Fish Hobbyst Magazin, uważany jest przez fachowców za najbardziej wartościowy informator o rybach hodowanych w akwariach.
Przebywał w Polsce w 1977 roku, podczas którego wziął udział w IV Międzynarodowym Sympozjum Akwarystycznym w Wiśle.
Jest mężem Evelyn, na której cześć nazwał jedną z akwarystycznych roślin Cryptocoryne evelinii.
Na jego cześć wielu gatunkom ryb nadano jego nazwisko, m.in.:
Corydoras axelrodi (kirysek Axelroda), Chilatherina axelrodi, Cynotilapia axelrodi, Hyphessobrycon axelrodi (barwieniec poziomkowy), Paracheirodon axelrodi (neon czerwony), Parananochromis axelrodi, Pseudogramma axelrodi, Sundadanio axelrodi, Symphysodon aequifasciatus axelrodi (paletka brązowa)

## Wybrane publikacje
- Handbook of Tropical Aquarium Fishes, McGraw-Hill, 1955.
- Saltwater Aquarium Fishes, TFH Publications, 1987. ISBN 0-86622-499-8
- Lovebirds As a New Pet, TFH Publications, 1990. ISBN 0-86622-617-6
- Swordtails and Platies, TFH Publications, 1991. ISBN 0-86622-090-9
- African Cichlids of Lakes Malawi and Tang, TFH Publications. ISBN 0-87666-021-9
- Aquarium Fishes of the World, TFH Publications, 1998. ISBN 0-7938-0493-0
- Dr. Axelrod's Atlas of Freshwater Aquarium Fishes, TFH Publications, 2004. ISBN 0-7938-0033-1